# ユルシンツィ
ユルシンツィ（Juršinci, ドイツ語：Jurschinzen）は、スロベニアの市である。